# Dialium densiflorum
Dialium densiflorum är en ärtväxtart som beskrevs av Hermann August Theodor Harms. Dialium densiflorum ingår i släktet Dialium och familjen ärtväxter. Inga underarter finns listade i Catalogue of Life.